# Diócesis de Ondjiva
La diócesis de Ondjiva (en latín: Dioecesis Ondiivana y en portugués: Diocese de Ondjiva) es una circunscripción eclesiástica de la Iglesia católica en Angola. Se trata de una diócesis latina, sufragánea de la arquidiócesis de Lubango. Desde el 23 de noviembre de 2011 su obispo es Pio Hipunyati.

## Territorio y organización
La diócesis tiene 83 900 km² y extiende su jurisdicción sobre los fieles católicos de rito latino residentes en la provincia de Cunene.
La sede de la diócesis se encuentra en la ciudad de Ondjiva (se llamó Villa Pereira d'Eça hasta 1975), en donde se halla la Catedral de Nuestra Señora de la Victoria.
En 2021 en la diócesis existían 17 parroquias.

## Historia
La diócesis de Pereira de Eça fue erigida el 10 de agosto de 1975 con la bula Quoniam apprime del papa Pablo VI, obteniendo el territorio de la diócesis de Sá da Bandeira (hoy arquidiócesis de Lubango). Originalmente era sufragánea de la arquidiócesis de Luanda.
El 3 de febrero de 1977 pasó a formar parte de la provincia eclesiástica de la arquidiócesis de Lubango.
El 16 de mayo de 1979 tomó su nombre actual en virtud del decreto Cum Excellentissimus de la Congregación para la Evangelización de los Pueblos.
Hasta 1986 la diócesis fue entregada en administración apostólica a los arzobispos de Lubango.

## Estadísticas
Según el Anuario Pontificio 2022 la diócesis tenía a fines de 2021 un total de 806 760 fieles bautizados.
| Año                                                                             | Población            | Población | Población      | Sacerdotes | Sacerdotes    | Sacerdotes    | Bautizados por sacerdote | Diáconos permanentes | Religiosos | Religiosos | Parroquias |
| Año                                                                             | Bautizados católicos | Total     | % de católicos | Total      | Clero secular | Clero regular | Bautizados por sacerdote | Diáconos permanentes | Varones    | Mujeres    | Parroquias |
| ------------------------------------------------------------------------------- | -------------------- | --------- | -------------- | ---------- | ------------- | ------------- | ------------------------ | -------------------- | ---------- | ---------- | ---------- |
| 1980                                                                            | 37 800               | 164 000   | 23.0           | 8          | 7             | 1             | 4725                     |                      | 1          | 18         | 8          |
| 1990                                                                            | 165 000              | 215 000   | 76.7           | 3          | 2             | 1             | 55 000                   |                      | 1          | 10         | 9          |
| 1999                                                                            | 496 015              | 673 000   | 73.7           | 10         | 7             | 3             | 49 601                   |                      | 4          | 33         | 6          |
| 2000                                                                            | 552 027              | 790 458   | 69.8           | 11         | 7             | 4             | 50 184                   |                      | 5          | 38         | 4          |
| 2001                                                                            | 500 334              | 790 458   | 63.3           | 10         | 5             | 5             | 50 033                   |                      | 6          | 33         | 4          |
| 2002                                                                            | 519 893              | 790 558   | 65.8           | 9          | 5             | 4             | 57 765                   |                      | 5          | 32         | 4          |
| 2003                                                                            | 534 823              | 805 558   | 66.4           | 9          | 7             | 2             | 59 424                   |                      | 3          | 35         | 14         |
| 2004                                                                            | 541 668              | 812 381   | 66.7           | 16         | 12            | 4             | 33 854                   |                      | 5          | 38         | 14         |
| 2013                                                                            | 602 098              | 962 000   | 62.6           | 28         | 25            | 3             | 21 503                   |                      | 5          | 55         | 14         |
| 2016                                                                            | 691 866              | 990 087   | 69.9           | 38         | 33            | 5             | 18 207                   |                      | 8          | 66         | 16         |
| 2019                                                                            | 758 480              | 1 085 380 | 69.9           | 42         | 37            | 5             | 18 059                   |                      | 9          | 86         | 16         |
| 2021                                                                            | 806 760              | 1 154 410 | 69.9           | 39         | 33            | 6             | 20 686                   |                      | 11         | 97         | 17         |
| Fuente: Catholic-Hierarchy, que a su vez toma los datos del Anuario Pontificio. |                      |           |                |            |               |               |                          |                      |            |            |            |

## Episcopologio
- Eurico Dias Nogueira † (10 de agosto de 1975-3 de febrero de 1977 nombrado arzobispo de Braga) (administrador apostólico)
- Alexandre do Nascimento † (3 de febrero de 1977-16 de febrero de 1986 nombrado arzobispo de Luanda) (administrador apostólico)
- Fernando Guimarães Kevanu † (16 de febrero de 1986-30 de enero de 1988 nombrado obispo de Ondjiva) (administrador apostólico)

- Fernando Guimarães Kevanu † (30 de enero de 1988-23 de noviembre de 2011 retirado)
- Pio Hipunyati, desde el 23 de noviembre de 2011